# Provinz Tebessa
Die Provinz Tebessa (arabisch ولاية تبسة, DMG Wilāyat Tibissa, tamazight ⴰⴳⴻⵣⴷⵓ ⵏ ⵜⴱⴻⵙⴰ Agezdu n Tbesa) ist eine Provinz (wilaya) im äußersten Osten Algeriens.
Die Provinz liegt an der tunesischen Grenze und umfasst eine Fläche von 14.207 km².
Rund 637.000 Menschen (Schätzung 2006) bewohnen die Provinz, die Bevölkerungsdichte beträgt somit rund 45 Einwohner pro Quadratkilometer.
Die Hauptstadt der Provinz ist Tébessa, eine Stadt, die für ihre reiche Geschichte und kulturelle Bedeutung bekannt ist. Tébessa war in der Antike als Theveste bekannt und war eine bedeutende römische Siedlung.
Die Wirtschaft der Provinz basiert hauptsächlich auf Landwirtschaft, Bergbau und Handel. Die Region ist bekannt für ihre Produktion von Getreide, Oliven und Feigen. Der Bergbau spielt ebenfalls eine wichtige Rolle, insbesondere der Abbau von Eisen- und Phosphaterzen.
Tébessa hat auch eine wichtige kulturelle Bedeutung und beherbergt zahlreiche historische Stätten, darunter römische Ruinen und alte Kirchen. Das Archäologische Museum von Tébessa bietet Einblicke in die Geschichte der Region und ist ein beliebtes Ziel für Touristen.
Die Infrastruktur der Provinz entwickelt sich stetig weiter, mit Bemühungen zur Verbesserung der Verkehrsverbindungen und der Förderung von Bildung und Gesundheitswesen. Diese Entwicklungen tragen dazu bei, die Lebensqualität der Bewohner zu verbessern und die wirtschaftliche Entwicklung zu fördern.